# Maki Saitō
Maki Saitō (japanisch 齋藤真希 Saitō Maki; * 13. Februar 2001) ist eine japanische Leichtathletin, die sich auf den Diskuswurf spezialisiert hat.

## Sportliche Laufbahn
Erste internationale Erfahrungen sammelte Maki Saitō bei den Jugendasienmeisterschaften 2017 in Bangkok, bei denen sie mit 43,77 m den vierten Platz belegte. Im Jahr darauf wurde sie bei den U20-Weltmeisterschaften in Tampere mit einer Weite von 50,10 m Achte. 2019 belegte sie bei den Asienmeisterschaften in Doha mit 52,87 m Rang sechs. Im Juli schied sie bei der Sommer-Universiade in Neapel mit 50,08 m in der Qualifikation aus. 2023 belegte sie bei den Asienmeisterschaften in Bangkok mit 54,19 m den vierten Platz und anschließend gelangte sie bei den World University Games in Chengdu mit 54,28 m auf Rang acht. Kurz darauf schied sie bei den Weltmeisterschaften in Budapest mit 53,20 m in der Qualifikationsrunde aus. 2025 belegte sie bei den Asienmeisterschaften in Gumi mit 54,73 m den siebten Platz.
In den Jahren 2018, 2020, 2021 und 2023 wurde Saitō japanische Meisterin im Diskuswurf.